# Ван Дейк, Тён
Тён Адрианус ван Дейк (нидерл. Teun Adrianus Van Dijk, родился в 1943, Нальдвийк) — нидерландский лингвист, один из пионеров теории текста, теории речевых актов и анализа дискурса. Занимается исследованием языка СМИ. Являлся профессором Амстердамского университета (1968—2004), с 1999 работает в университете Помпеу Фабра (Барселона) на факультете переводоведения и языкознания. Он также является приглашённым профессором во многих университетах Европы, США, Канады и Южной Америки.
Один из выдающихся современных лингвистов, занимающихся проблемами социальной и политической обусловленности языковых явлений. Ван Дейк является представителем критического дискурс-анализа, к появлению и развитию которого имеет непосредственное отношение. Автор более 250 статей и около 60 монографий по социолингвистической и дискурс-аналитической проблематике, принесших ему мировую известность. Основатель и редактор влиятельных отраслевых журналов Discourse and Society, Discourse Studies, Discourse and Communication. Член редколлегий около 20 крупных европейских и американских научных периодических изданий в области лингвистики, коммуникативистики, социальной теории и культурологии.

## Труды
- Некоторые аспекты грамматики текста. Исследование по теоретической поэтике и лингвистике (1972)
- Текст и контекст. Исследования по семантикам и прагматикам дискурса (1977)
- Макроструктуры. Междисциплинарное исследование глобальных структур дискурса, взаимодействия и познания (1980)
- Исследования по прагматикам дискурса (1981)
- Стратегии восприятия дискурса (1983, совместно с В. Кинчем)
- Пристрастие к дискурсу (1984)
- Новости как дискурс (1988)

## Издания на русском языке
- Дискурс и власть: Репрезентация доминирования в языке и коммуникации / Пер. с англ. Кожемякин Е. А., Переверзев Е. В., Аматов А. М. — М.: Книжный дом «ЛИБРОКОМ», URSS, 2013.
- Язык. Познание. Коммуникация / Пер. с англ. Гулыга О. А., Ромашко С. А., Дмитровская М. А., вступ. Караулов Ю. Н. — М.: ЛЕНАНД, 2015.